# Pierre Brice
Baron Pierre Brice, vlastním jménem Pierre Louis Baron de Bris (6. února 1929 Brest – 6. června 2015 Paříž), byl francouzský herec a zpěvák. Pocházel ze staré francouzské šlechtické rodiny. Znám je především jako filmový představitel Vinnetoua ze série západoněmeckých dobrodružných filmů.
Zahrál si v řadě koprodukčních dobrodružných filmů, jež byly natočeny v 60. letech 20. století na motivy dobrodružných románů německého spisovatele Karla Maye.

## Život
Pierre pocházel z Bretaně. Jeho otec byl železničář. Po druhé světové válce se dal do armády a dva roky bojoval ve Vietnamu. Poté se zkoušel živit jako obchodník, ale nebyl úspěšný. Poté začal vystupovat jako tanečník v Triu Ganser a působil i jako model pro různé časopisy. Začal vystupovat v divadle. Díky známým dostal možnost studovat soukromě herectví u Gregorije Chmary. První filmovou roli měl v roce 1954 ve filmu Ça va barder. V následujících letech natáčel v Itálii.

### Vinnetou
Po natočení filmu Los atracadores jel na festival do Berlína, kde jej zahlédl filmový producent Horst Wendlandt. Ten mu nabídl roli Vinnetoua v chystaném filmu režiséra Haralda Reinla. Brice, který o Vinnetouovi nikdy neslyšel, původně nesouhlasil, ale protože měl ve filmu hrát i Lex Barker, nechal se přesvědčit a tak se zrodila jeho proslulost. Vždy na premiérách filmů, které byly v šedesátých letech minulého století hitem, jej vítaly davy fanoušků a fanynek a smrt jím ztvárňovaného filmového hrdiny způsobila u mnohých zklamání.
Jeho pokrevního bratra Old Shatterhanda tehdy na filmovém plátně ztvárnil americký herec Lex Barker. V dalších filmech hrál po jeho boku roli Vinnetouova přítele Old Surehanda tehdy známý hollywoodský herec Stewart Granger, se kterým si ale údajně nerozuměl, zatímco s Barkerem ano a dokonce se s ním i spřátelil. Nutno dodat, že filmy s dvojicí Barker a Brice jsou ze všech mayovek nejznámější. Oba tito herci si pak zahráli hlavní role v jiném westernu s názvem Peklo Manitoby, ale proslulost z Vinnetoua již nepřekonala.
V českém znění jej daboval Stanislav Fišer. V souvislosti s filmem napsal Karel Deniš (pseudonymem Karel Jordán) dvě knihy Můj bratr Vinnetou a Tenkrát na Západě.
V roce 2008 byl pozván jako host na Trutnov Open Air Music Festival, známý svými odkazy na indiánskou kulturu. Na festivalu se mu dostalo bouřlivého přivítání a byl prohlášen „náčelníkem spřáteleného kmene Apačů“. V roce 2013 se na hudební festival opět vrátil.
V roce 2015 se o Pieru Briceovi uvažovalo jako o možném představiteli Vinnetouova otce Inču-čuny v plánovaných nových třech filmech televizní společnosti RTL.
Pierre Brice zemřel 6. června 2015 na zápal plic za přítomnosti své manželky v nemocnici.

## Filmy o Vinnetouovi
- 1962 Poklad na Stříbrném jezeře
- 1963 Vinnetou
- 1964 Vinnetou - Rudý gentleman
- 1964 Old Shatterhand
- 1965 Petrolejový princ
- 1964 Mezi supy
- 1965 Vinnetou – Poslední výstřel
- 1966 Vinnetou a míšenka Apanači
- 1966 Old Firehand
- 1968 Vinnetou a Old Shatterhand v údolí smrti
- 1998 Vinnetou se vrací (televizní film)

## Knihy o Vinnetouovi
- 2008 Můj bratr Vinnetou – Karel Jordán (pseu.), encyklopedie
- 2011 Tenkrát na Západě – Karel Jordán (pseu.), o filmovém žánru, westerny, profily herců